# Стефан Шулев
Стефан Йошев Шулев е български революционер, деец на Вътрешната македоно-одринска революционна организация.

## Биография
Стефан Шулев е роден през 1878 година в преспанското село Туминец, тогава в Османската империя, днес в Албания. Присъединява се към ВМОРО още със създаването на революционен комитет в Мала Преспа. След пристигането на районната чета на Славейко Арсов в Мала Преспа Шулев подпомага дейността и служи като куриер. При избухването на Илинденско-Преображенското въстание през лятото на 1903 година Шулев влиза в четата на Търпо Василев от Горица и с нея се сражава при Стение, при Горица и при Горичката планина. След въстанието е принуден да се изсели в град Ресен.
На 4 март 1943 година, като жител на Ресен, подава молба за българска народна пенсия, която е одобрена и пенсията е отпусната от Министерския съвет на Царство България.